# 1499 Pori
1499 Pori (1938 UF) là một tiểu hành tinh vành đai chính được phát hiện ngày 16 tháng 10 năm 1938 bởi Y. Väisälä ở Turku, và được đặt tên sau tên thành phố thuộc Pori, Phần Lan.